# 솔로 빌딩

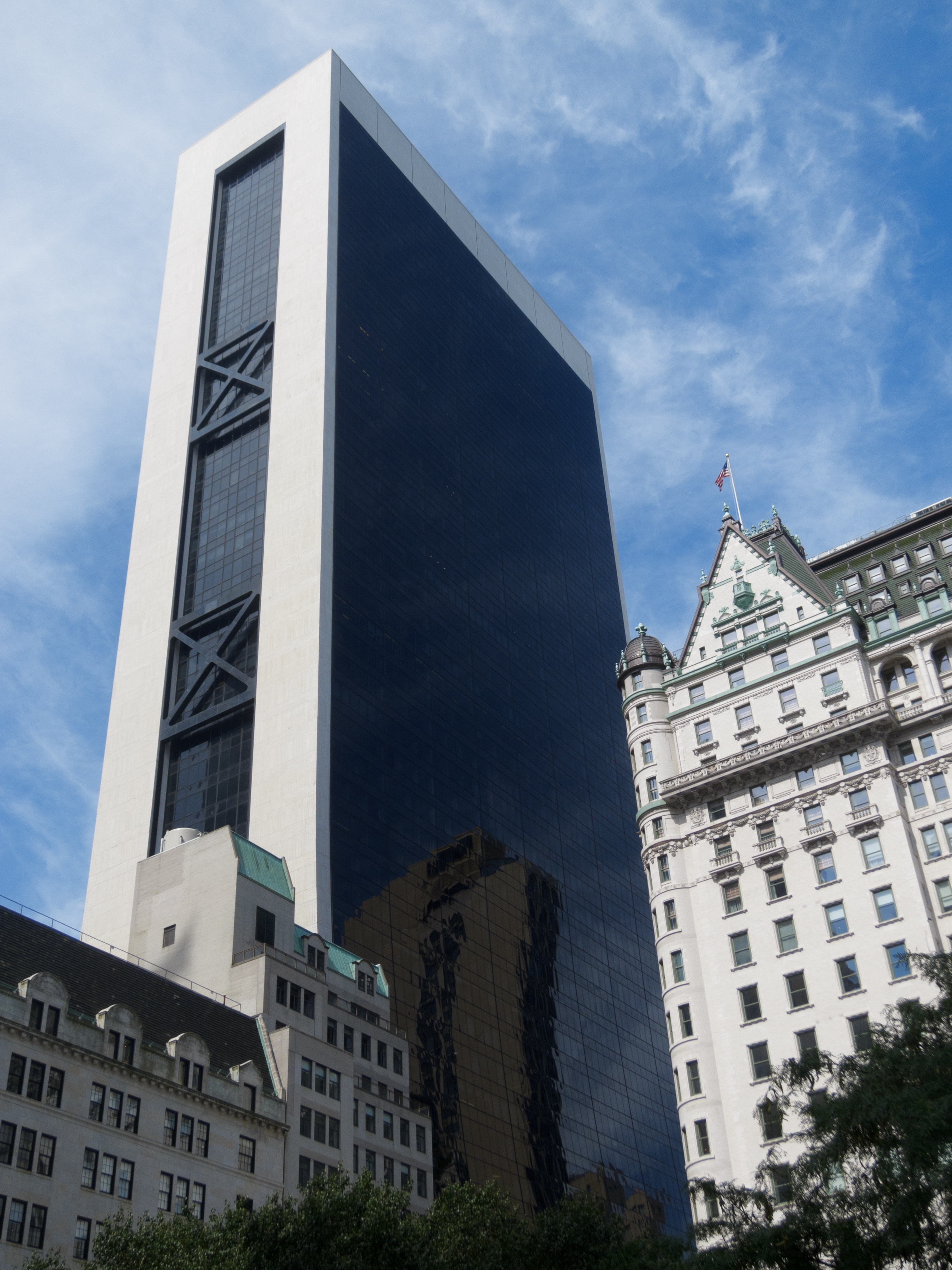
솔로 빌딩

솔로 빌딩(영어: Solow Building)은 뉴욕 맨해튼에 있는 마천루이다.

## 같이 보기
- 뉴욕의 마천루 목록